# Jarmo Pääkkönen
Jarmo Pääkkönen (ur. 24 lutego 1983) – wokalista fińskiej grupy muzycznej Excalion, do której dołączył w 2001 roku. Jak sam pisze na oficjalnej stronie zespołu jego ulubionymi muzykami są między innymi: Russell Allen (wokalista Symphony X), Joe Lynn Turner (wokalista między innymi Deep Purple), Richie Sambora (nagrywający samodzielnie oraz z Bon Jovim) oraz Jens Johansson (klawiszowiec w zespole Stratovarius, występujący także bardzo często gościnnie).

## Życiorys
Pääkkönen zaczął swą znajomość ze światem muzyki już od najmłodszych lat swego życia. Duży wpływ na to miał jego najstarszy brat, Pauli zaczynając uczyć Jarma, kiedy ten miał ledwie cztery lata. W ten sposób poznał podstawy gry na gitarze elektrycznej, basie i perkusji, których jednak nie rozwinął, bowiem nauka zakończyła się po trzech latach. Po tym czasie Pääkkönen zajął się śpiewaniem. Kiedy miał 15 lat, usłyszał po raz pierwszy zespół Stratovarius, który wywarł na nim wielkie wrażenie. W końcu, po kolejnych paru latach Jarmo dołączył do zespołu Slave of Wisdom, jednak szybko stamtąd odszedł i w 2001 roku został odnaleziony przez Excalion, gdzie postanowił pozostać na dłużej.